# Magura
Magura (bolgarsko Магура ali  Магурата, Magura ali Magurata, iz romunskega magura, hrib), od leta 1942 do 24. oktobra 1972  Rabiška jama (bolgarsko Рабишка пещера, Rabiška peštera) je  kraška jama pri vasi Rabiša v Zahodnem Predbalkanu, Vidinska oblast, Bolgarija.
Zaradi jamskih poslikav spadata jami Magura in Grotta dei Cervi (Otranto, južna Italija) med najpomembnejše evropske jame, poslikane v obdobju od epipaleolitika do zgodnje bronaste dobe.
Upravljanje jame in vodenje je od leta 2112 v pristojnosti občine Belogradčik. Jama je bila leta 1984 uvrščena na preizkusni seznam za vpis v seznam Unescove svetovne dediščine.

## Opis
Jama je stara 15 milijonov let, dolga 2,5 km in globoka 56 m. Povprečna leta temperatura v jami je 12 °C. Izjema je ena od dvoran, v kateri je zemperatura stalno 15°C. Relativna vlažnost zraka je do 80 %. Jama je nastala na apnenčastem hribu Rabiša na nadmorski višini 461 m. Glavna galerija ima šest različno velikih dvoran in tri stranske  dvorane. Jama je dovolj prostrana, da se v njej za Božič in Veliko noč prirejajo koncerti. Največja je Mavrična dvorana, dolga 128 m, široka 58 m in visoka 21 m. V njej so impresivni oboki, stalaktiti in stalagmiti, med katerimi so najlepši  Topol, Orgle, Orientalsko mesto in Kaktus.
Leta 1974 in 1975 je dr. Vasil Dimitrov  v jami s speleoterapijo uspešno zdravil astmo. V prostoru s stalno temperaturo in vlažnostjo in brez alergenov je po trideset pacientov spalo dvanajst noči zapored. 
Del jame se zaradi pogojev, ki so podobni v šampanjskih vinskih kleteh, uporablja za staranje penine in rdečih vin z blagovno znamko Magura. 

## Favna
V jami so odkrili kosti različnih prazgodovinskih živali, med njimi jamskega medveda, hijene, lisice, volka, divje mačke in vidre. Med sedanjimi stalnimi prebivalci jame so  skakači in štiri vrste netopirjev.

## Poslikave
Jamske poslikave so iz obdobja epipaleolitika, neolitika, eneolitika in zgodnje bronaste dobe. Njihova starost je ocenjena na 8.000 do 10.000 let. Prikazujejo različne dogodke v skupnosti, ki je prebivala v jami: verska obrede, lovske prizore in božanstva. Med najbolj  slavne spadata Ples plodnosti in Lov.
Ena od slik iz bronaste dobe naj bi predstavljala sončni koledar.  Aleksej Stoev in Penka Vlajkova Stoeva trdita, da so se »črni in beli kvadratki uporabljali za štetje dni, pokončne črtice so pomenile deset lunarnih mesecev«. Jamske poslikave, ki so najstarejše doslej odkrite tovrstne poslikave v Evropi, so pomemben vir podatkov o regionalnem sončnem koledarju, običajih, verskih praznikih in obredih  tistega časa.
V jami je več kot 750 slik naslikanih z guanom netopirjev. Slike se lahko razdelijo v štiri tematske skupine: ljudem  podobne, živalim podobne, geometrične in simbolične, morda astronomske. V drugi skupini  so podobe  ovc, koz, goveda, psov in velikih, nojem podobnih ptičev. V prizorih je prepoznaven ples, lov in parjenje. 
Do leta 1993 vstop v jamo ni bil nadzorovan, zato so nekatere slike poškodovane, stene pa počečkane. Jama je zdaj odprta celo leto. Dostop do slik je mogoč samo v spremstvu vodnika.